# Several Species of Small Furry Animals Gathered Together in a Cave and Grooving with a Pict
Several Species of Small Furry Animals Gathered Together in a Cave and Grooving with a Pict is een door Roger Waters geschreven en uitgevoerd nummer dat voorkomt op het studioalbum Ummagumma (1969) van Pink Floyd.
Het eerste gedeelte bestaat uit geluiden als van knaagdieren en vogels, gesimuleerd door de stem van Waters. Daarnaast trommelt hij op een microfoon, speelt met elektronica en experimenteert met geluiden op verschillende snelheden. In het tweede gedeelte wordt een Schotse tekst voorgedragen door Ron Geesin, met wie Waters ook het album Music From The Body (1970) maakte.
Tegen het einde is een verborgen boodschap te horen. Als het nummer bij 4:34 op lage snelheid afgespeeld wordt, hoor je Waters zeggen "That was pretty avant-garde, wasn't it?". De tekst eindigt, refererend aan een nummer van Jimi Hendrix, met "And the wind cried Mary", gevolgd door "Thank you".

## Citaat
- "It's not actually anything, it's a bit of concrete poetry. Those were sounds that I made, the voice and the hand slapping were all human generated - no musical instruments."
Roger Waters in een interview met University of Regina Carillon, oktober 1970[2]